# Jeugdhuis 't Arsenaal

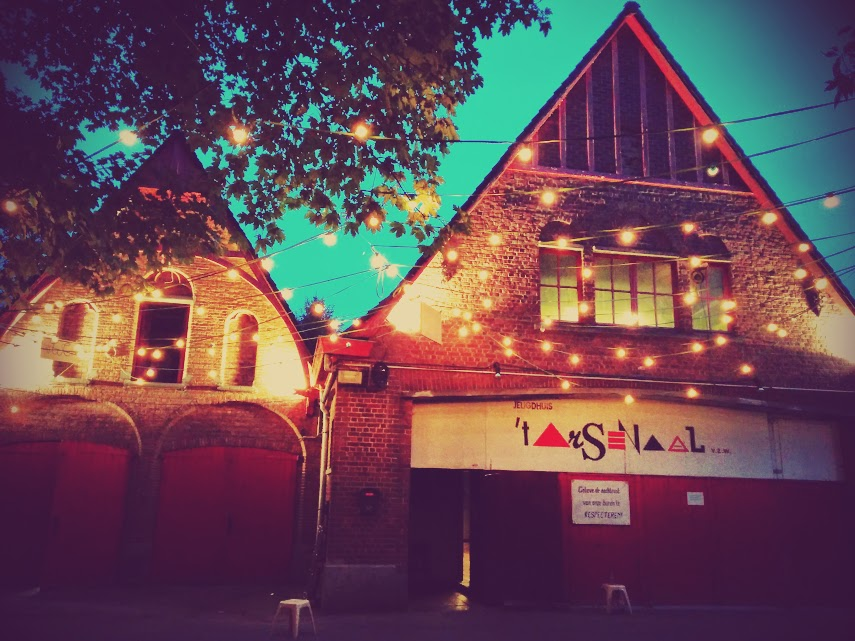

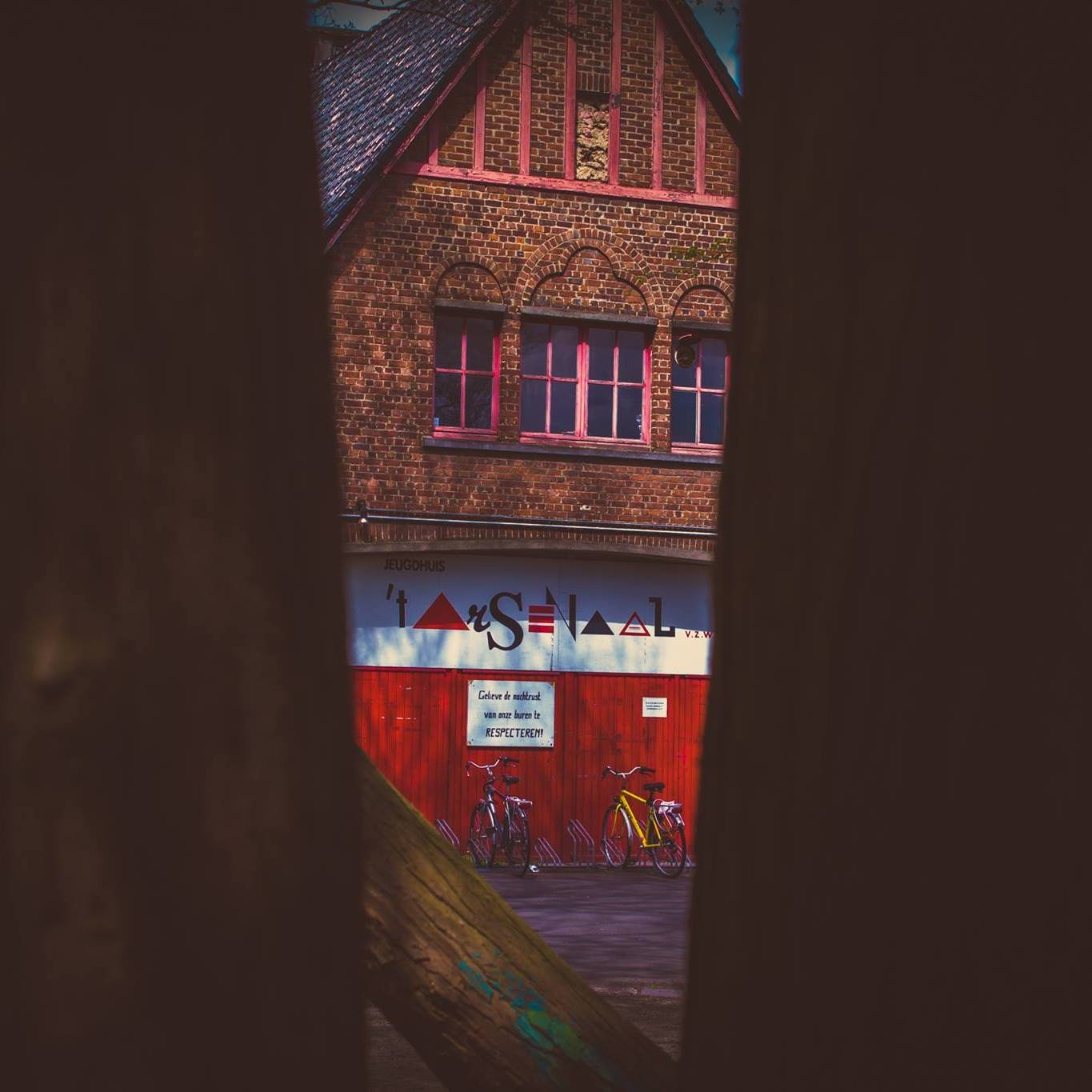

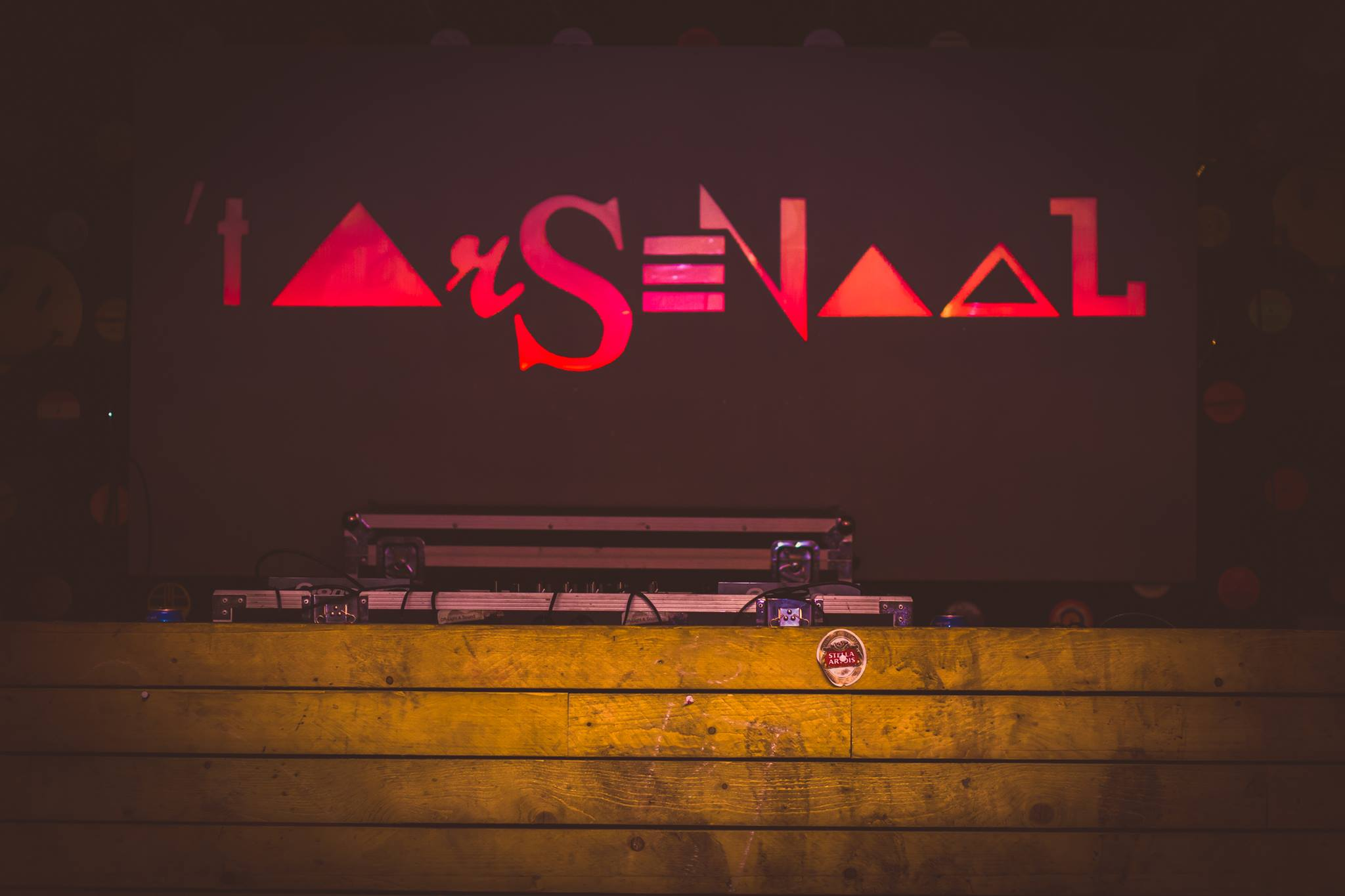

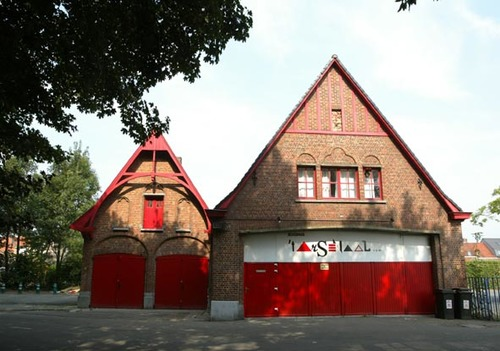
Links het koetshuis

Jeugdhuis 't Arsenaal is een jeugdhuis in het West-Vlaamse dorp Marke. Het werd in 1975 door en voor jongeren opgericht. Het doelpubliek is tussen de 15 en de 30 jaar. Gezien het jeugdhuis in een openbaar gebouw gevestigd is, wordt er niemand geweigerd. Het is een vzw die gesteund wordt door het gemeentebestuur, maar geheel zelfstandig werkt. Een raad van bestuur zorgt voor de dagelijkse werking en onderhoud. Zij wordt daarin bijgestaan door werkgroepen van vrijwilligers.

## Koetshuis
Het als koetshuis voor Kasteel Blommeghem gebouwde onderkomen zou ontworpen zijn door baron J.B. de Bethune. Het werd gebouwd in 1916 als stalling voor paarden en koetsen. In 1951 werd het gebouw, toen een garage, verkocht aan de stad Kortrijk. In 1965 is het in gebruik als brandweerarsenaal. Nadat de brandweer vertrok werd het in 1975 een jeugdhuis.

## Jeugdhuis
Het jeugdhuis begon in de kring nabij de Vagevuurstraat te Marke. Het was een initiatief van jongeren die een eigen plek misten. Ze zochten een plek waar ze zichzelf en onder elkaar konden zijn. In 1975 ontstond jeugdhuis 't Arsenaal dat van het gemeentebestuur toestemming kreeg gebruik te maken van het voormalige koetshuis. 

### Doelstelling
Als jeugdhuis heeft 't Arsenaal verschillende doelstellingen waarbij de jeugd steeds centraal staat. 
Het moet een plek zijn waar de jeugd ongeacht leeftijd, geslacht, geloofsovertuiging of anderszins terecht kan. Het streven is dat iedereen zichzelf kan zijn, zonder daarin geremd te worden.
Het jeugdhuis geeft jongeren de kans zich ergens voor te kunnen engageren. Dit kan zijn in de vorm van een eigen initiatief, of als hulp tijdens een activiteit van het bestuur. Zo kan de jeugd zichzelf ontplooien zonder zich te moeten verantwoorden als iets niet lukt. Het moet een plek zijn waar men eens tegen de lamp kan lopen zonder ernstige gevolgen. Dit kan door de ondersteuning die het bestuur zal bieden, er kan dan ingegaan worden op wat er misliep zodat betrokkenen er iets uit kunnen leren.
Als jeugdhuis is het belangrijk om niet alleen een drankgelegenheid te zijn, maar tal van activiteiten te organiseren. Dit kan kan gaan van een EHBO-cursus tot een vrij podium. Jongeren worden aangemoedigd om zelf met ideeën te komen om een nieuwe activiteit te bedenken.

## Veertig jaar
In 2015 vierde het jeugdhuis haar 40-jarig bestaan. Voor dit weekend werkte het toenmalige bestuur samen met bestuursleden van verschillende generaties. Zo werd een expositie gehouden met allerhande promotiemateriaal van activiteiten door de jaren heen. Tal van foto’s werden van onder het stof vandaan gehaald zodat men herinneringen kon ophalen. Daarnaast werden een muziekquiz en een go-kart race georganiseerd.

## Voorzitters
- 2025 - ...: Niels Mussly
- 2024 - 2025: Simon Theys
- 2019 - 2024: Sam Dendooven
- 2017 - 2019: Jonas Declercq
- 2016 - 2017: Kevin De Clercq
- 2014 - 2016: Bieke Simoen
- 2012 - 2014: Bert Dusselier
- 2009 - 2012: Aline Herpoel
- 2007: Davy Allaert
- 2004 : Niek De Buck